# 성광대도

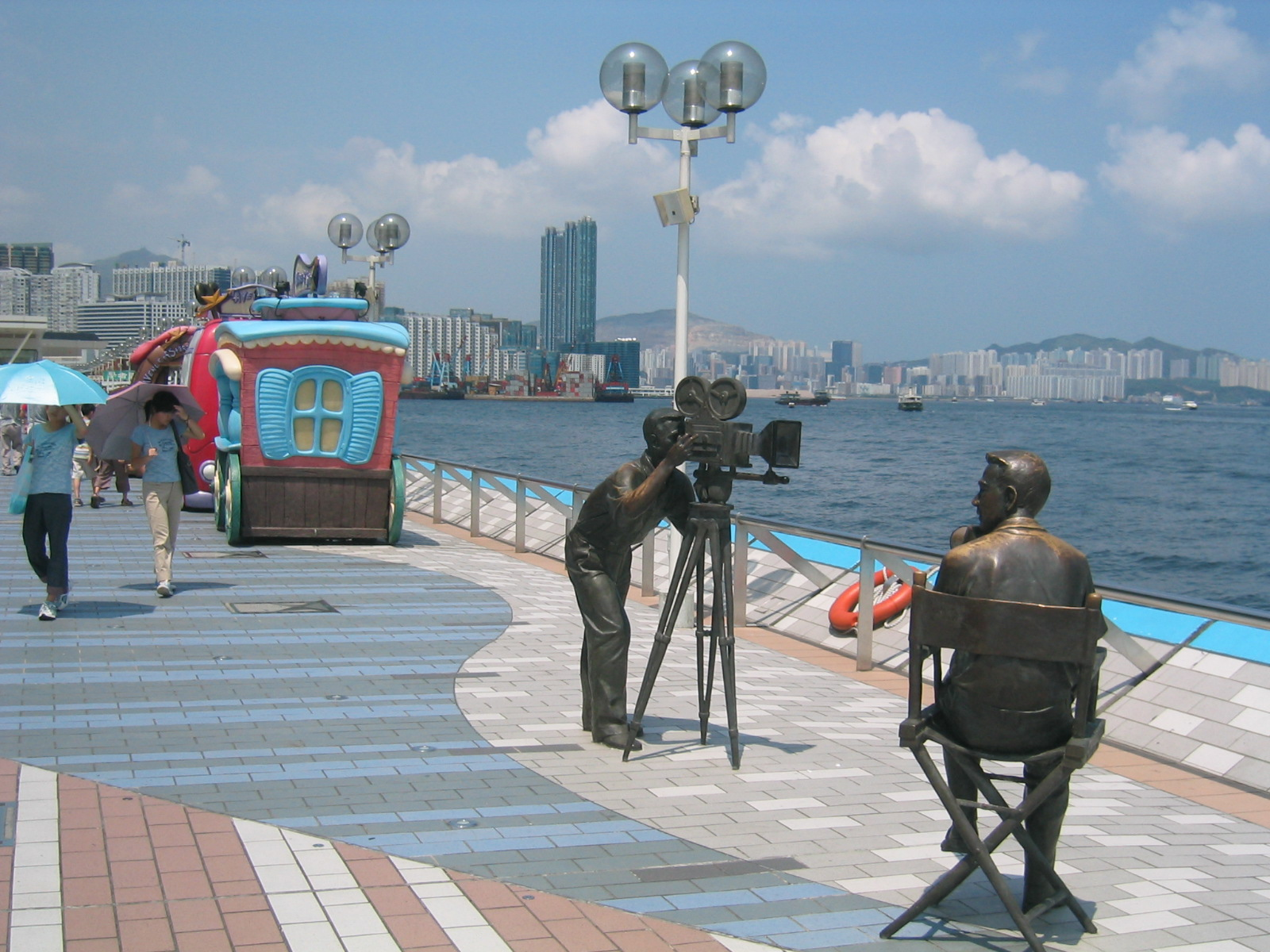
성광대도

성광대도(중국어 간체자: 星光大道, 병음: Xīngguāng Dàdào, 영어: Avenue of Stars)는 할리우드 명예의 거리를 모델로 한 홍콩의 관광지로, 짐사저이 빅토리아항을 따라 홍콩의 배우, 감독 등 연예계 유명 인사들의 손도장을 볼 수 있다.

## 같이 보기
- 할리우드 명예의 거리